# Palazzo delle Poste (Ferrara)

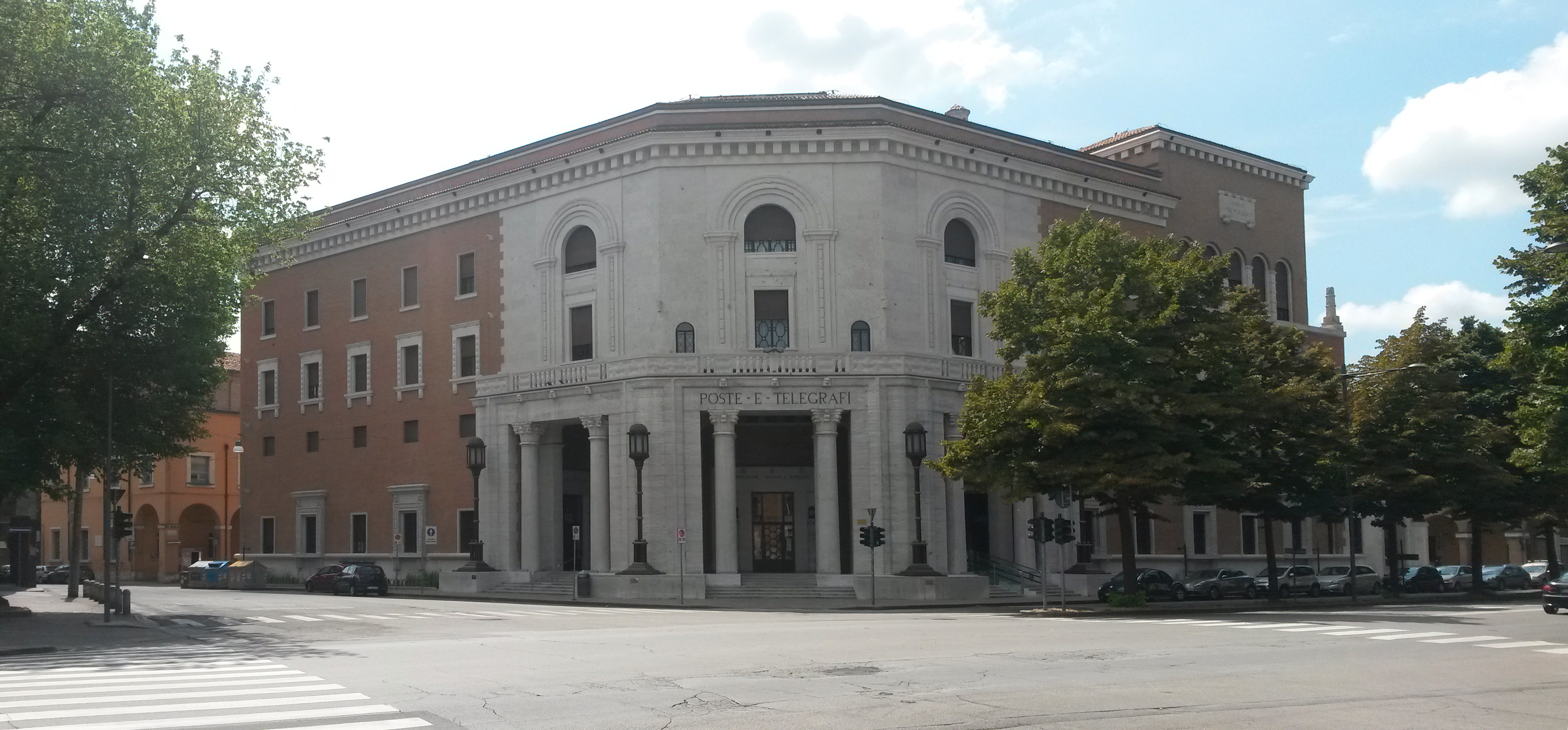
Palazzo delle Poste in Ferrara

Der Palazzo delle Poste ist ein Palast des 20. Jahrhunderts im Zentrum von Ferrara in der italienischen Region Emilia-Romagna. Er liegt am Viale Cavour 27.
Das Gebäude wurde für die Büros und Dienstanlagen der Poste italiane errichtet, die noch heute dort untergebracht ist.

## Geschichte

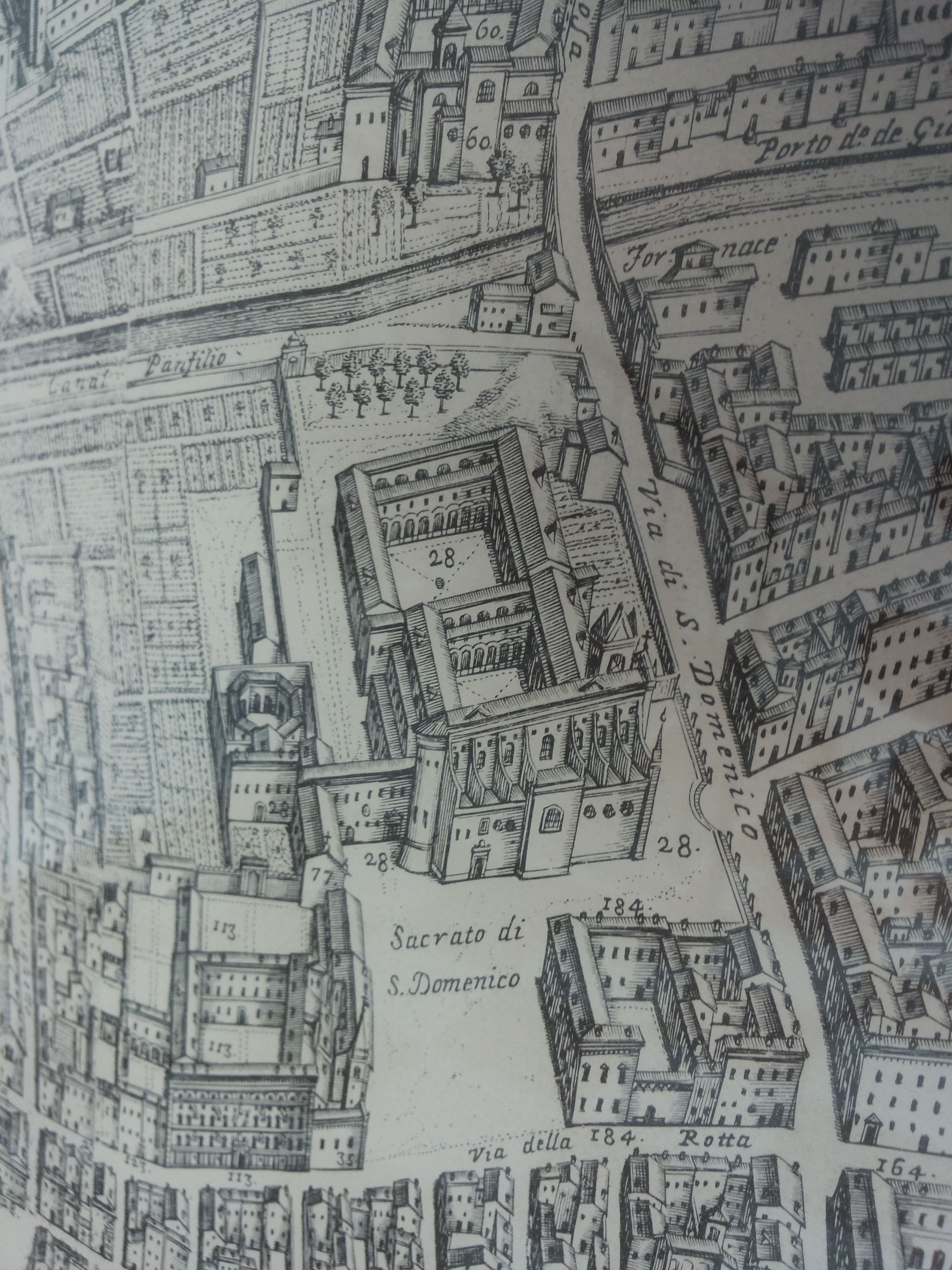
Das Gebiet, auf dem heute der Palazzo delle Poste steht, auf einem Ausschnitt eines bekannten Stiches von Andrea Bolzoni aus dem Jahre 1747. Das betroffene Gebiet liegt an der Kreuzung des Canale Panfilio (heute Viale Cavour) und der Via San Domenica (heute Via degli Spadari). Auf dem Bild sieht man im Detail die Kirche und das Kloster San Domenico und daran anschließend das Inquisitionsgericht.

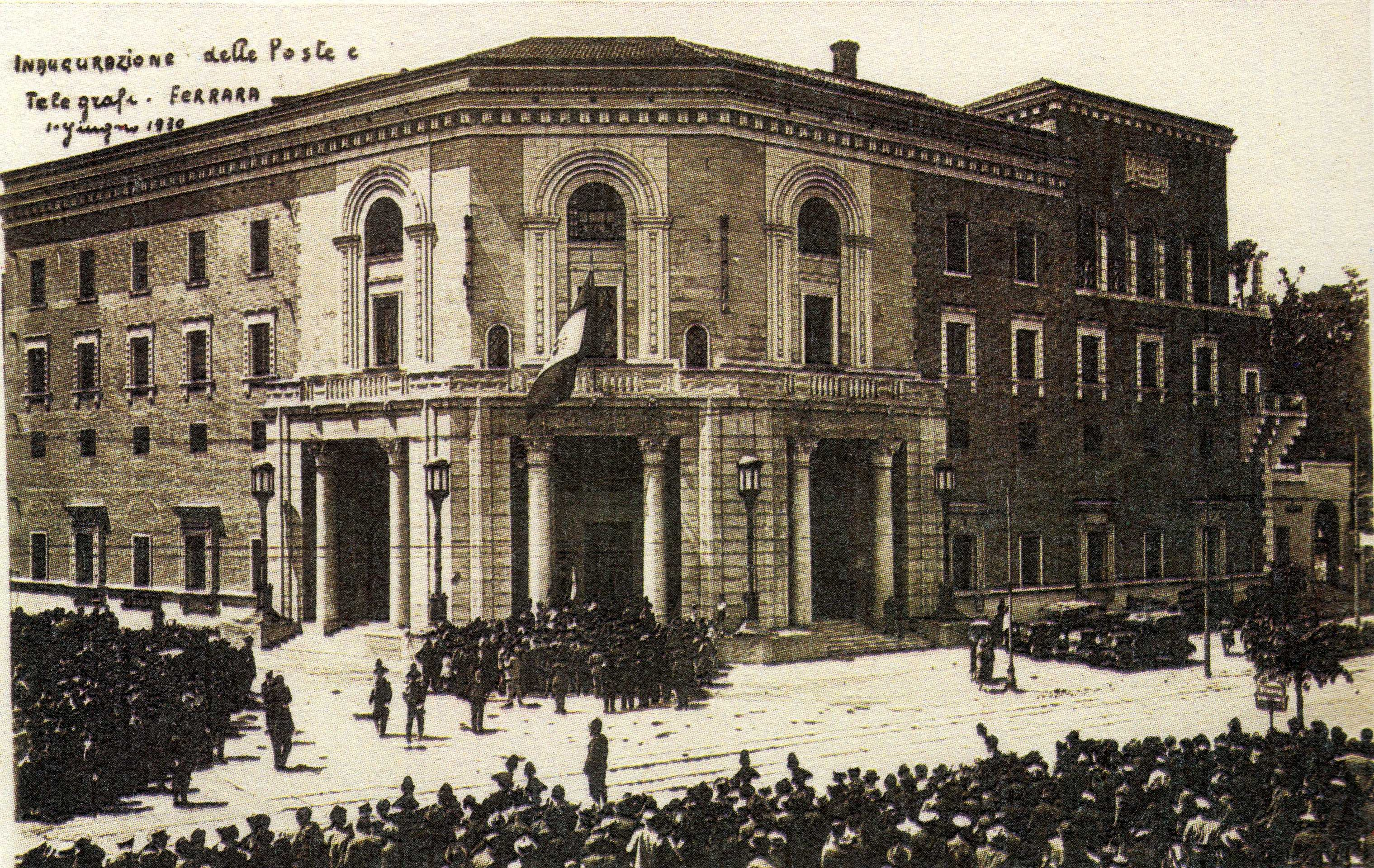
Einweihung des Palazzo delle Poste am 1. Juni 1930

Der Palazzo delle Poste wurde zwischen 1927 und 1929 nach Plänen von Angiolo Mazzoni errichtet. Mazzoni war in diesen Jahren auch als Projektant zahlreicher Bahnhöfe tätig. Der Palazzo delle Poste wurde am 1. Juni 1930 eingeweiht. Der Palast liegt dort, wo einst das Kloster San Domenico stand, das im 19. Jahrhundert als Militärkaserne genutzt und später abgerissen wurde. Daneben steht bis heute die Kirche San Domenico.
Der Bau gehört zu einem Projekt der Stadterneuerung, das später „Addizione Novecentista“ (dt.: Erweiterung im 20. Jahrhundert) genannt wurde. Das Projekt wurde im Rahmen der Stadtentwicklung von der Stadtverwaltung unter Bürgermeister Renzo Ravenna durchgeführt, die der Stadt ein moderneres Gesicht geben, die Besetzung unterstützen und dem Willen von Italo Balbo folgen sollte, Ferrara zu altem Glanz, wie unter den D’Estes zu verhelfen. In dieser Hinsicht kam eine wesentliche Unterstützung auch von Seiten des Corriere Padano (örtliche Tageszeitung), die damals unter der Leitung von Nello Quilici stand.

## Beschreibung
Die Fassade des Gebäudes ist vollkommen mit weißem Marmor verkleidet, der an den Klassizismus erinnert. Insbesondere ist der Eingang durch drei Ordnungen von Säulen gekennzeichnet, die wiederum drei verschiedene Zugangstüren zum Haupteingang trennen. Den oberen Teil der Fassade nimmt ein Balkon ein, der durch drei Ordnungen von Säulen gestützt wird, wo drei breite Fenster liegen.
Die Rückseite des Palastes wurde dagegen nach dem für diese Zeit typischen Architekturstil des italienischen Rationalismus konzipiert. Das Baumaterial sind Ferrara-Mauerwerk und einige Elemente, die an die Pittura metafisica erinnern.
Die Seitenfassaden sind mit schematischen Ordnungen quadratischer Fenster versehen, die in verschiedenen Stockwerken übereinander angeordnet sind, wogegen man an einigen Stellen der Fassade, z. B. im Inneren des Gebäudes, das typische, kennzeichnende Element der lokalen Tradition, das Symbol des Diamanten, das heraldische Emblem der D’Estes, wieder aufgenommen hat.
Zu Komplettierung der Dekoration des Palastes wurden von Napoleone Martinuzzi die Stuckarbeiten und die inneren Fenster des Hauptsalons zusammen mit der Bronzestatue des Heiligen Georg geschaffen, der an einer Ecke des Gebäudes zur Via Fausto Beretta hinaus steht. Dagegen sind die Malereien an den Wänden der Innentreppe und des äußeren Sacellums am äußersten Ende des Westflügels Werke von Giannino Lambertini.

## Bildergalerie

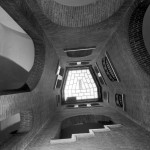
Große Innentreppe, die zu den Direktionsbüros führt
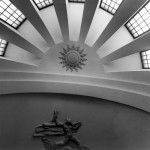
Kundensaal – Detail am Fenster und Halbrelief
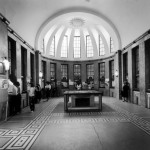
Blick in den Kundensaal
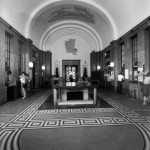
Kundensaal
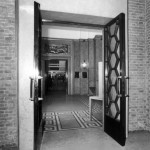
Eingang
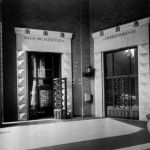
Eingang
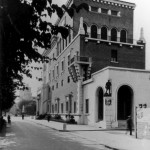
Rückseite
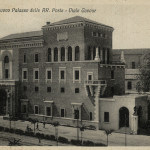
Palazzo delle Poste